# Liste des épisodes des Tortues Ninja (2003)
Pour les articles homonymes, voir Tortues Ninja (homonymie).
 (février 2025).
Si vous disposez d'ouvrages ou d'articles de référence ou si vous connaissez des sites web de qualité traitant du thème abordé ici, merci de compléter l'article en donnant les références utiles à sa vérifiabilité et en les liant à la section « Notes et références ».

Cet article recense la liste des épisodes de la série télévisée Les Tortues Ninja.

## Première saison (2003-2004)
1. Le déménagement (Things Change)
2. Un nouveau piège à rat (A Better Mousetrap)
3. L'attaque des dératiseurs (Attack of the Mousers)
4. Rencontre avec Casey Jones (Meet Casey Jones)
5. Nano (Nano)
6. Menace sur le port (Darkness on the Edge of Town)
7. L'art d'être invisible (The Way of Invisibility)
8. L'ange déchu (Fallen Angel)
9. L'homme détritus (Garbageman)
10. Shredder se déchaîne [1/2] (The Shredder Strikes [1/2])
11. Shredder se déchaîne [2/2] (The Shredder Strikes [2/2])
12. Un super héros peu convaincant (The Unconvincing Turtle Titan)
13. Mystères souterrains [1/3] (Notes from the Underground [1/3])
14. Mystères souterrains [2/3] (Notes from the Underground [2/3])
15. Mystères souterrains [3/3] (Notes from the Underground [3/3])
16. Le dessinateur (The King)
17. Le retour de Shredder [1/2] (The Shredder Strikes Back [1/2])
18. Le retour de Shredder [2/2] (The Shredder Strikes Back [2/2])
19. Souvenirs (Tales of Leo)
20. Le chasseur de monstres (The Monster Hunter)
21. De retour à New York [1/3] (Return to New York [1/3])
22. De retour à New York [2/3] (Return to New York [2/3])
23. De retour à New York [3/3] (Return to New York [3/3])
24. Baby-sitting (Lone Raph and Cub)
25. À la recherche de maître Splinter [1/2] (The Search for Splinter [1/2])
26. À la recherche de maître Splinter [2/2] (The Search for Splinter [2/2])

## Deuxième saison (2004-2005)
1. Le Fugitoïde [1/5] (Turtles in Space [1/5]: The Fugitoid)
2. Rencontre avec les Tricératons [2/5] (Turtles in Space [2/5]: The Trouble with Triceratons)
3. Prisonniers des Tricératons [3/5] (Turtles in Space [3/5]: The Big House)
4. Les jeux [4/5] (Turtles in Space [4/5]: The Arena)
5. Combat spatial [5/5] (Turtles in Space [5/5]: Triceraton Wars)
6. Les origines du mystère [1/3] (Secret Origins [1/3])
7. Les origines du mystère [2/3] (Secret Origins [2/3])
8. Les origines du mystère [3/3] (Secret Origins [3/3])
9. Souvenirs, souvenirs (Reflections)
10. Le ninja ultime (The Ultimate Ninja)
11. Le retour de Nano (Modern Love: The Return of Nano)
12. Sacrée mâchoire (What a Croc !)
13. Retour dans les souterrains (Return to the Underground)
14. Regain de violence [1/3] (City at War [1/3])
15. Regain de violence [2/3] (City at War [2/3])
16. Regain de violence [3/3] (City at War [3/3])
17. Poubelle land (Junklantis)
18. Le palet d'or (The Golden Puck)
19. Les foots-Mecas [1/2] (Rogue in the House [1/2])
20. Les foots-Mecas [2/2] (Rogue in the House [2/2])
21. La fille de la jungle (April's Artifact)
22. Le retour des justiciers du futur (Return of the Justice Force)
23. Le tournoi inter-mondes [1/4] (The Big Brawl [1/4])
24. Le tournoi inter-mondes [2/4] (The Big Brawl [2/4])
25. Le tournoi inter-mondes [3/4] (The Big Brawl [3/4])
26. Le tournoi inter-mondes [4/4] (The Big Brawl [4/4])

## Troisième saison (2005-2006)
1. Les envahisseurs venus de l'espace [1/3] (Space Invaders [1/3])
2. Les envahisseurs venus de l'espace [2/3] (Space Invaders [2/3])
3. Les envahisseurs venus de l'espace [3/3] (Space Invaders [3/3])
4. La guerre des mondes [1/3] (Worlds Collide [1/3])
5. La guerre des mondes [2/3] (Worlds Collide [2/3])
6. La guerre des mondes [3/3] (Worlds Collide [3/3])
7. Touché et cogné (Touch and Go)
8. Traque (Hunted)
9. H.A.I.N.E. (H.A.T.E.)
10. Le mystérieux homme masqué (Nobody's Fool)
11. La relève (New Blood)
12. L'élève (The Lesson)
13. La Tortue Noël (The Christmas Aliens)
14. Les ténèbres souterraines (The Darkness Within)
15. Sauver Pékin (Mission of Gravity)
16. La cité souterraine (The Entity Below)
17. Voyage dans le temps (Time Travails)
18. À la recherche de Karaï (Hun on the Run)
19. Les super héros (Reality Check)
20. La course interplanétaire (Across the Universe)
21. Shredder maître du monde (Same as it Never Was)
22. Retour aux sources [1/2] (The Real World [1/2])
23. Retour aux sources [2/2] (The Real World [2/2])
24. L'armée des clones (Bishop's Gambit)
25. La fuite de Shredder [1/2] (Exodus [1/2])
26. La fuite de Shredder [2/2] (Exodus [2/2])

## Quatrième saison (2006-2007)
1. Le cousin Sid (Cousin Sid)
2. Changement de régime (The People's Choice)
3. La dernière tribu (Sons of the Silent Age)
4. Retour en force (Dragon's Brew)
5. Faits comme des rats (I, Monster)
6. La revanche (Grudge Match)
7. L'ange gardien (A Wing and a Prayer)
8. Une journée cauchemardesque (Bad Day)
9. Une nouvelle invasion extraterrestre (Aliens Among Us)
10. L'avènement des dragons (Dragons Rising)
11. Toujours personne (Still Nobody)
12. Joyeux Halloween ! (All Hallows Thieves)
13. Touristes et samouraïs (Samurai Tourist)
14. Le grand maître (The Ancient One)
15. L'héritière du Shredder (Scion of the Shredder)
16. Le fils prodigue (Prodigal Son)
17. L'épidémie (Outbreak)
18. Comment servir l'humanité ? (Trouble with Augie)
19. Un corps de rêve (Insane in the Membrane)
20. Le retour de Savanti Romero [1/2] (Return of Savanti [1/2])
21. Le retour de Savanti Romero [2/2] (Return of Savanti [2/2])
22. L'histoire du maître Yoshi (Tale of Master Yoshi)
23. Problèmes familiaux (Aventures in Turtle Sitting)
24. Un pacte inattendu [1/2] (Good Genes [1/2])
25. Un pacte inattendu [2/2] (Good Genes [2/2])
26. Le tribunal ninja (Ninja Tribunal)

## Cinquième saison (2007-2008)
1. La Tour des dieux (Lap of the gods)
2. Démons et Dragons (Demon and Dragons)
3. La Légende des cinq dragons (Legend of the Five Dragons)
4. Plus de mondes qu'un (More Worlds Than One)
5. Le début de la fin (Beginning of the End)
6. Cauchemars Recyclés (Nightmares Recycled)
7. Campagne d'adhésion (Membership Drive)
8. Nouvel Ordre Mondial [1/2] (New World Order [1/2])
9. Nouvel Ordre Mondial [2/2] (New World Order [2/2])
10. Pères & Fils (Fathers & Sons)
11. Passé et Présent (Past and Present)
12. L'Entrée des Dragons [1/2] (Enter the Dragons [1/2])
13. L'Entrée des Dragons [2/2] (Enter the Dragons [2/2])

## Sixième saison (2008-2009)
1. Titre français inconnu (Future Shellshock)
2. Titre français inconnu (Obsolete)
3. Titre français inconnu (Home Invasion)
4. Titre français inconnu (Headlock Prime)
5. Titre français inconnu (Playtime's Over)
6. Titre français inconnu (Bishop to Knight)
7. Titre français inconnu (Night of Sh'Okanabo)
8. Titre français inconnu (Clash of the Turtle Titans)
9. Titre français inconnu (Fly Me to the Moon)
10. Titre français inconnu (Invasion of the Body Snatcher !)
11. Titre français inconnu (The Freaks Come Out at Night)
12. Titre français inconnu (Bad Blood)
13. Titre français inconnu (The Journal)
14. Titre français inconnu (The Gaminator)
15. Titre français inconnu (Graduation Day: Class of 2105)
16. Titre français inconnu (Timing Is Everything)
17. Titre français inconnu (Enter the Jammerhead)
18. Titre français inconnu (Milk Run)
19. Titre français inconnu (The Fall of Darius Dun)
20. Titre français inconnu (Turtle X-Tinction)
21. Titre français inconnu (Race for Glory)
22. Titre français inconnu (Head of State)
23. Titre français inconnu (DNA is Thicker than Water)
24. Titre français inconnu (The Cosmic Completist)
25. Titre français inconnu (The Day of Awakening)
26. Titre français inconnu (Zixxth Sense)

## Septième saison (2009-2010)
1. Titre français inconnu (Tempus Fugit)
2. Titre français inconnu (Karate Schooled)
3. Titre français inconnu (Something Wicked)
4. Titre français inconnu (The Engagement Ring)
5. Titre français inconnu (Hacking Stockman)
6. Titre français inconnu (Incredible Shrinking Serling)
7. Titre français inconnu (Identity Crisis)
8. Titre français inconnu (Web Wranglers)
9. Titre français inconnu (SuperQuest)
10. Titre français inconnu (Virtual Reality Check)
11. Titre français inconnu (City Under Siege)
12. Titre français inconnu (Super Power Struggle)
13. Titre français inconnu (Wedding Bells and Bytes)
14. Titre français inconnu (Mayhem from Mutant Island)